# Цветана Табакова
Цветана Борисова Табакова е българска оперна певица – сопран.

## Биография
Цветана Табакова е родена на 27 януари 1905 година в Брезник в семейството на офицер. Като малка живее и учи във Враца.
На 19-годишна възраст, през 1924 година, постъпва в Държавната музикална академия в певческия клас на Иван Вулпе. Скоро след началото на следването си талантът ѝ е забелязан, и от през 1924 година започва работа като редовен изпълнител в трупата на Софийската народна опера, където пее до смъртта си през 1936 година. От този период някои от най-успешните ѝ изпълнения са в ролите на Флора от „Травиата“ на Верди и на Фредерик от „Миньон“ на Амброаз Тома.
През 1927 година Табакова прави кратка частна специализация в Париж при вокалния педагог П. Дюпре.
През 1932 година печели сребърен медал и диплом от Международния конкурс за певци във Виена. При един от концертите си от това време тя е забелязана от световноизвестния руски бас Фьодор Шаляпин, който я канил да му партнира в ролята на Ярославна в лондонската постановка на операта на Бородин „Княз Игор“.
Табакова умира внезапно на 6 ноември 1936 година, ненавършила 31 години.

## Памет
На Цветанка Табакова е наречена улица в квартал „Драгалевци“ в София (Карта).
Архивният ѝ фонд се пази в Централен държавен архив, № 419. Нейни записи от 1936 година (на оперни роли и песни на Добри Христов) се съхраняват в Златния фонд на БНР.

## Роли в операта
За относително кратката си артистична кариера от 12 години, Цветана Табакова се въплъщава в над 30 първостепенни и второстепенни роли от сопрановия репертоар на Софийската народна опера. Понякога разучава по няколко роли едновременно.
- 1924 – Фредерик в „Миньон“ от А. Тома,
- 1924 – Джована в „Риголето“ от Дж. Верди,
- 1924 – Мерцедес в „Кармен“ от Ж. Бизе,
- 1926 – Неда в „Палячо“ от Р. Леонкавало,
- 1925 – Жрицата в „Аида“ от Дж. Верди,
- 1925 – Квачка в „Майска нощ“ от Н. Римски-Корсаков,
- 1925 – Мюзета в „Бохеми“ от Дж. Пучини,
- 1925 – Татяна в „Евгений Онегин“ от П. И. Чайковски,
- 1926 – Хлоя в „Дама пика“ от П. И. Чайковски,
- 1927 – Елен в „Лакме“ от Лео Делиб,
- 1927 – Леонора в „Трубадур“ от Дж. Верди,
- 1927 – Евридика в „Орфей и Евридика“ от К. В. Глук,
- 1928 – Рахил в „Еврейката“ от Ж. Ф. Халеви,
- 1928 – Тоска в „Тоска“ от Дж. Пучини,
- 1929 – Купава в „Снежанка“ от Н. Римски-Корсаков,
- 1930 – Агата във „Вълшебния стрелец“ от К. М. фон Вебер,
- 1930 – Турандот в „Турандот“ от Дж. Пучини,
- 1931 – Дона Анна в „Дон Жуан“ от В. А. Моцарт,
- 1930 – Сента в „Летящия холандец“ от Р. Вагнер,
- 1931 – Елизабет в „Танхойзер“ от Р. Вагнер,
- 1931 – Сантуца в „Селска чест“ от П. Маскани,
- 1932 – Аляна в „Княз отшелник“ от В. Бобчевски,
- 1932 – Мадлен дьо Коани в „Андре Шение“ от У. Джордано,
- 1932 – Ярославна в „Княз Игор“ от А. Бородин,
- 1933 – Адриана Лекуврьор в „Адриана Лекуврьор“ от Ф. Чилеа,
- 1933 – Аида в „Аида“ от Дж. Верди,
- 1933 – Латина в „Страхил Войвода“ от П. Наумов,
- 1933 – Мими в „Бохеми“ от Дж. Пучини,
- 1934 – Елза в „Лоенгрин“ от Р. Вагнер,
- 1934 – Луиза в „Луиза“ от Г. Шарпантие,
- 1934 – Леонора в „Силата на съдбата“ от Дж. Верди,
- 1936 – Лиза в „Дама пика“ от П. И. Чайковски,
- 1936 – Лучия в „Лучия ди Ламермур“ от Г. Доницети,
- 1936 – Реция в „Оберон“ от К. М. фон Вебер,
- 1936 – Сестра Анджелика в „Сестра Анджелика“ от Дж. Пучини,
- 1936 – Царица Мария в „Цар Калоян“ от П. Владигеров.[3]